# Girolamo Bernerio
Girolamo Bernerio   (Mòdena i Correggio, 14 de novembre de 1540 - Roma, 8 d'agost de 1611) va ser un cardenal italià del segle XVI i començaments del segle xvii. És membre de l'orde dels dominics.
Altres cardenals de la família són Scipione Cobelluzzi (1616), Francesco Cennini de' Salamandri (1621) i Desiderio Scaglia, Orde dels Predicadors (1621).

## Biografia
Girolamo Bernerio és sobretot el teòleg del cardinal Niccolò Sfondrati, el futur Papa Gregori XIV, inquisidor a Gènova i prior de l'abadia de Santa Sabina a Roma. L'any 1586 és nomenat bisbe d'Ascoli Piceno.
Bernerio és fet cardenal pel papa Sixt V en el consistori del 16 de novembre de 1586. A l'any sant de 1600 encomana diverses obres del pintor Lavinia Fontana. És cardenal protopresbíter l'any 1602 i és nomenat vicedegà del Col·legi dels cardenals l'any 1607.
Bernerio participa als dos conclaves de 1590 (elecció d'Urbà VII i Gregori XIV) i als conclaves de 1591 (elecció d'Innocenci XI), de 1592 (elecció de Climent VIII) i als conclaves de 1605 (elecció de Lleó XI i de Pau V).